# Geneva (Idaho)
Geneva is een plaats in gemeentevrij gebied in de Amerikaanse staat Idaho en valt bestuurlijk gezien onder Bear Lake County. Geneva beschikt over een basisschool en een postkantoor. U.S. Route 89 loopt door de plaats die 1,6 km ten westen van de grens tussen Idaho en Wyoming ligt.

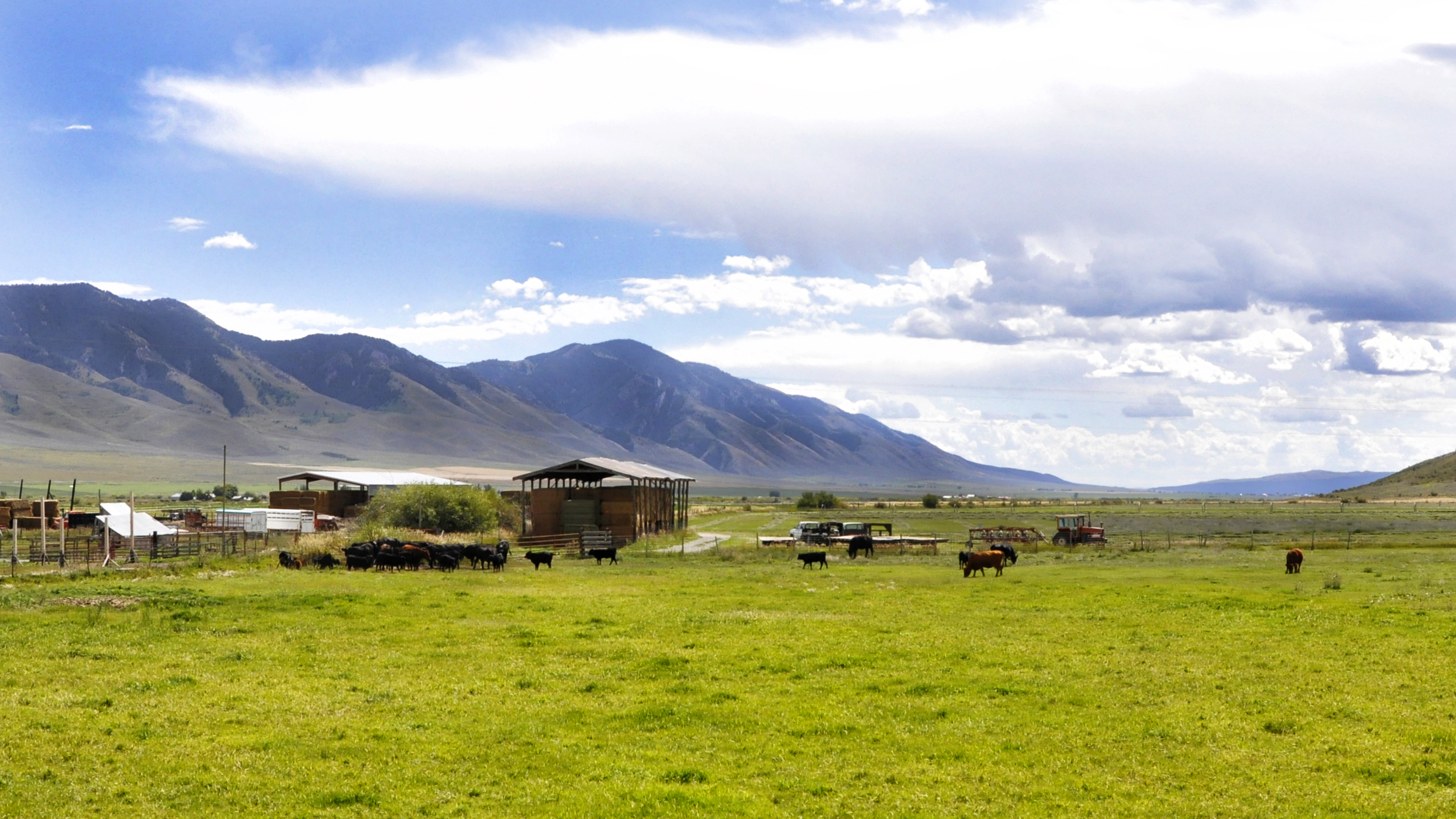
Geneva